# Turku lilioma (szobor)
A Lilja egy vörös gránitból készült szobor, Turkuban (Finnország) található, melyet Wäinö Aaltonen finn szobrász alkotott 1924–1926 között. A Runeberg parkban, közel az Aura folyó partjához. Egy álló, meztelen női alak lábainál levő liliomot ábrázol, mely Turku városának címerében is megtalálható. Ez a szobor volt az első nyilvános művészeti alkotás a településen.

## Hagyományok
A Lilja szobor eredeti neve Francia liliom volt, de az alkotó kérte az átnevezését, így lett belőle Turku lilioma. 1929 tavaszán a helyi diákok úgy döntöttek hagyományteremtő szándékkal, hogy a fejére rakják a diáksapkájukat (mintegy jelezve ezzel is az érettségüket), a Helsinkiben már létező ceremónia, a Havis Amanda mintájára.
A hagyományos szobortisztítás – amikor a szobor fejét és testét is lemossák a fogorvosok egy óriási fogkefével – az 1960-as évek végétől (mindig május hónap elsején) vált szokássá. 
A Lilja szobor neve finn nyelven: Turun Lilja, svédül: Åbo Lilja.

## Fordítás
Ez a szócikk részben vagy egészben  a   Liljan patsas című angol Wikipédia-szócikk ezen változatának fordításán alapul.  Az eredeti cikk szerkesztőit annak laptörténete sorolja fel. Ez a jelzés csupán a megfogalmazás eredetét és a szerzői jogokat jelzi, nem szolgál a cikkben szereplő információk forrásmegjelöléseként.